# Neglasari (Agrabinta)
Neglasari is een bestuurslaag in het regentschap Cianjur van de provincie West-Java, Indonesië. Neglasari telt 2440 inwoners (volkstelling 2010).